# Mercury Monterey (1952)
Mercury Monterey – samochód osobowy klasy wyższej produkowany pod amerykańską marką Mercury w latach 1952–1974.

## Pierwsza generacja

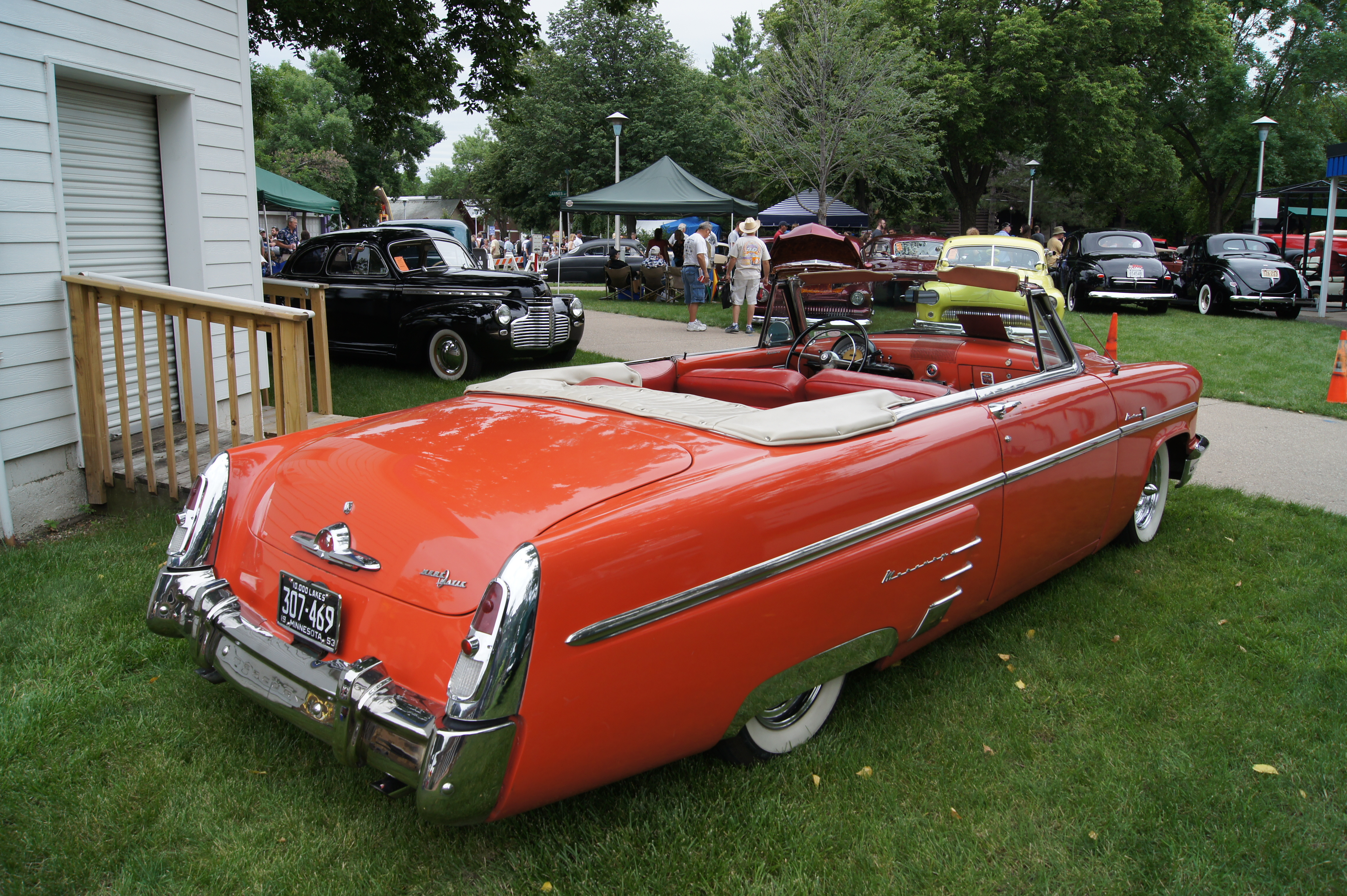
Mercury Monterey I – tył

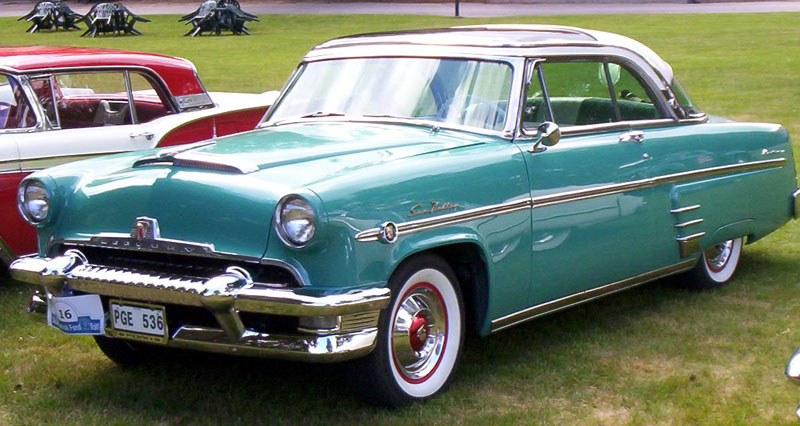
Mercury Monterey I Coupe

Mercury Monterey I został zaprezentowany po raz pierwszy w 1952 roku.
Pierwsza generacja modelu Monterey trafiła do sprzedaży na początku lat 50. XX wieku jako nowa konstrukcja, która zastąpiła popularną linię modelową Eight. Pojazd powstał na platformie dzielonej z innym konstrukcjami opracowanymi w ramach koncernu Forda – Lincolna Capri i Forda Crestline.
Samochód zyskał zaokrąglone, obłe proporcje nadwozia, przechodząc ewolucyjny zakres zmian względem poprzednika – trzeciej generacji modelu Eight. Charakterystycznymi cechami stylistyki były chromowane ozdobniki nadwozia, dominujące zarówno atrapę chłodnicy, jak i panele boczne i zderzaki. Opcjonalnym rozwiązaniem było dwukolorowe malowanie karoserii.

### Silniki
- V8 4.2l Flathead
- V8 4.2l Y-block

## Druga generacja

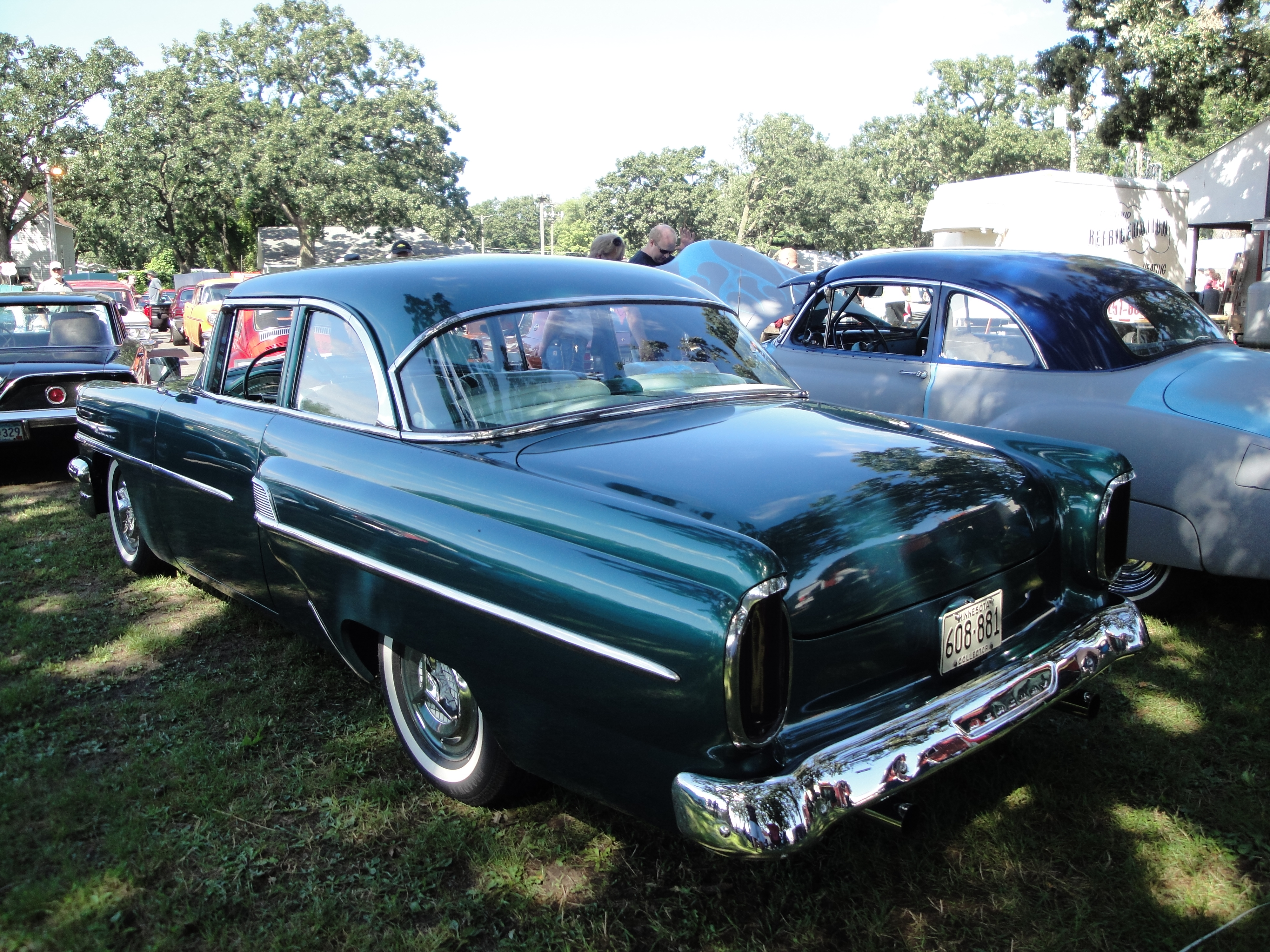
Mercury Monterey II – tył

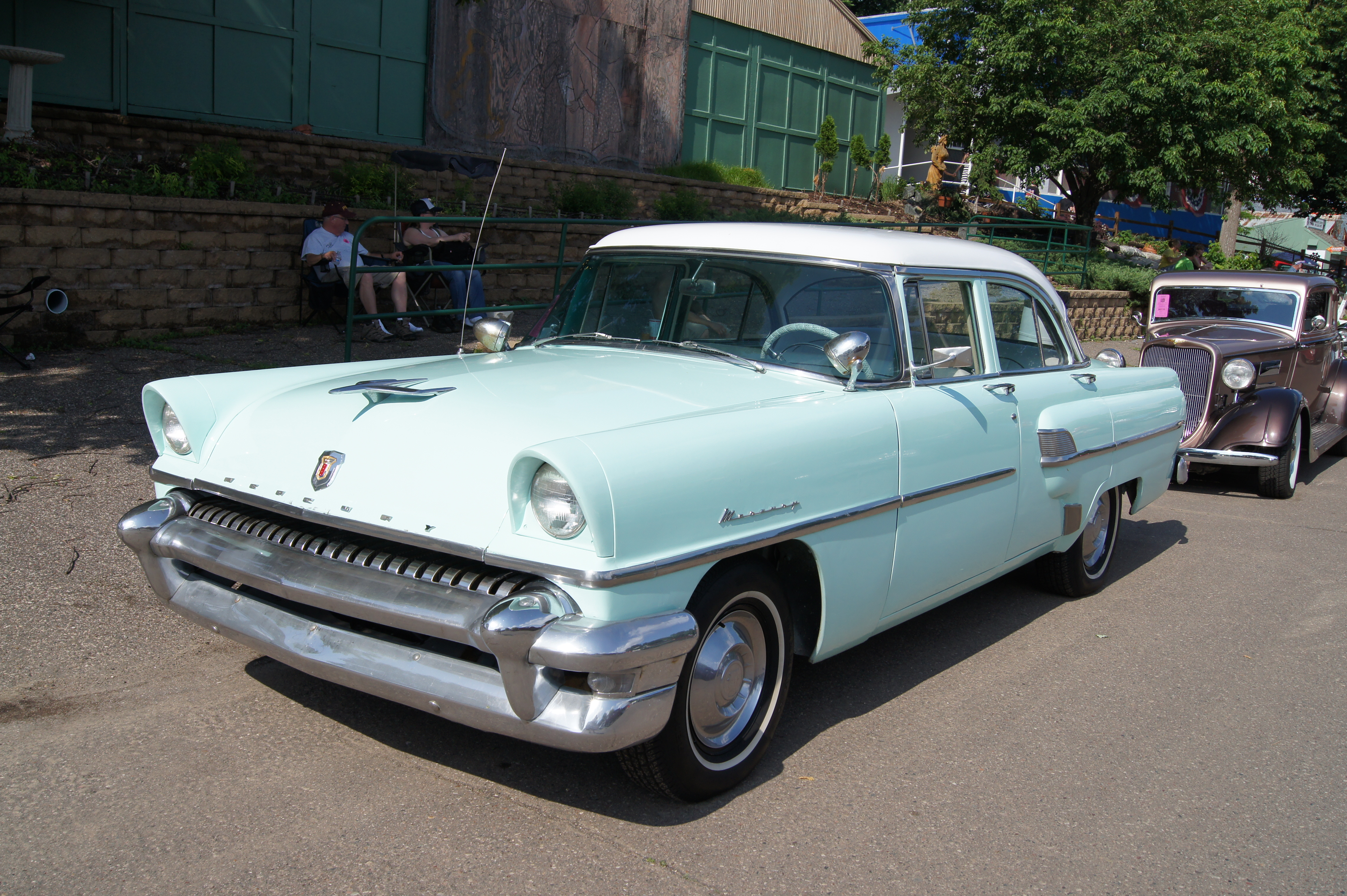
Mercury Custom

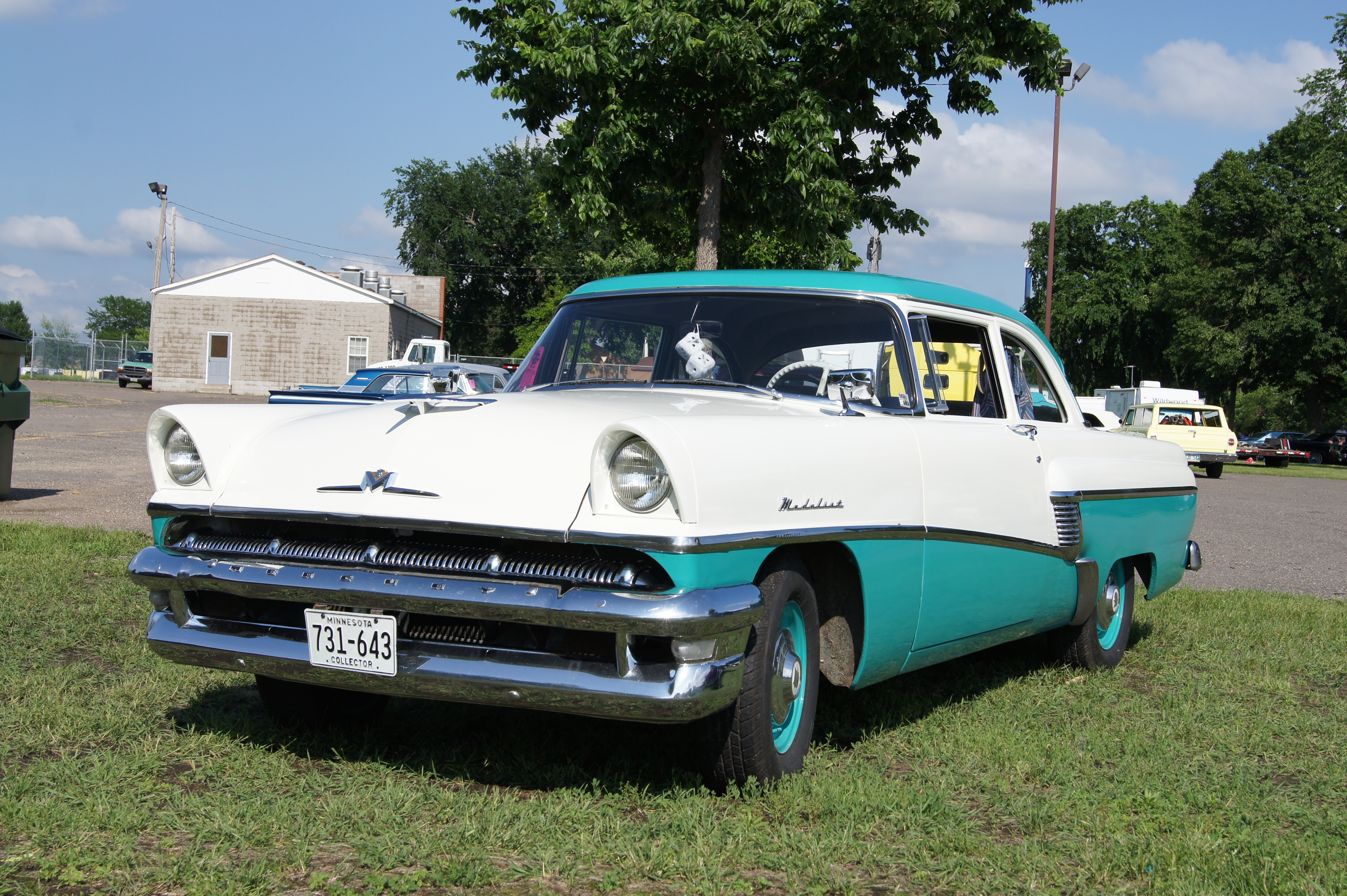
Mercury Medalist

Mercury Monterey II został zaprezentowany po raz pierwszy w 1954 roku.
Opracowując drugą generację Mercury Monterey, producent zdecydował się wykorzystać tę konstrukcję także dla nowego modelu Montclair. Wobec niego, Monterey II pełnił funkcję tańszej alternatywy.
Pod kątem wizualnym, nadwozie modelu stało się obszerniejsze, wyróżniając się wielobarwnym malowaniem i licznymi chromowanymi ozdobnikami. Zachowano też strzeliste akcenty w przetłoczeniach i kloszach reflektorów.

### Wersje specjalne
Gamę wariantów drugiej generacji Monterey poszerzyły także specjalne warianty z bogatszym wyposażeniem, które oferowano pod nazwami Mercury Custom oraz Mercury Medalist. Różnice wizualne były minimalne.

### Silniki
- V8 4.8l Y-block
- V8 5.1l Y-block

## Trzecia generacja

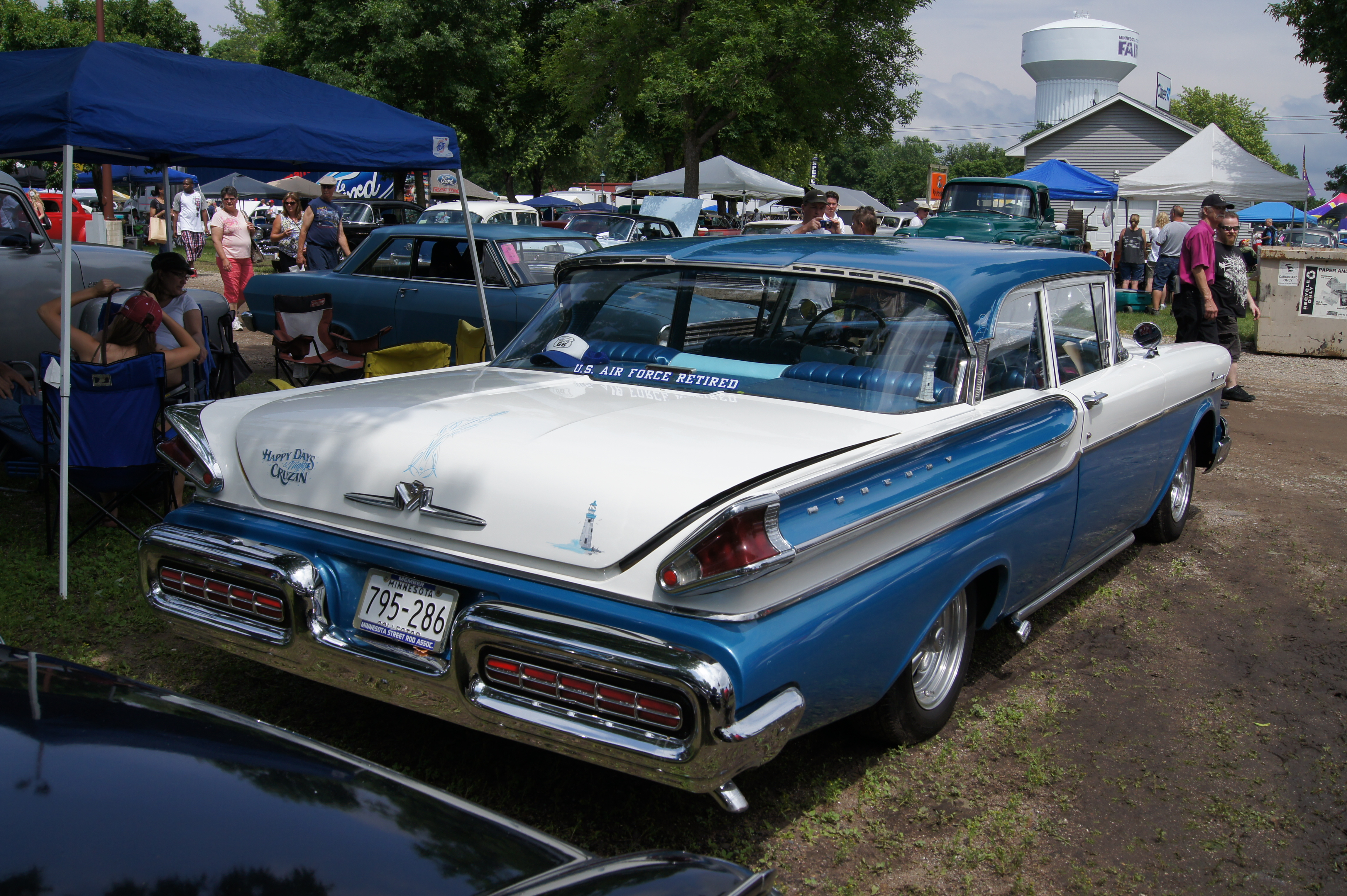
Mercury Monterey III – tył

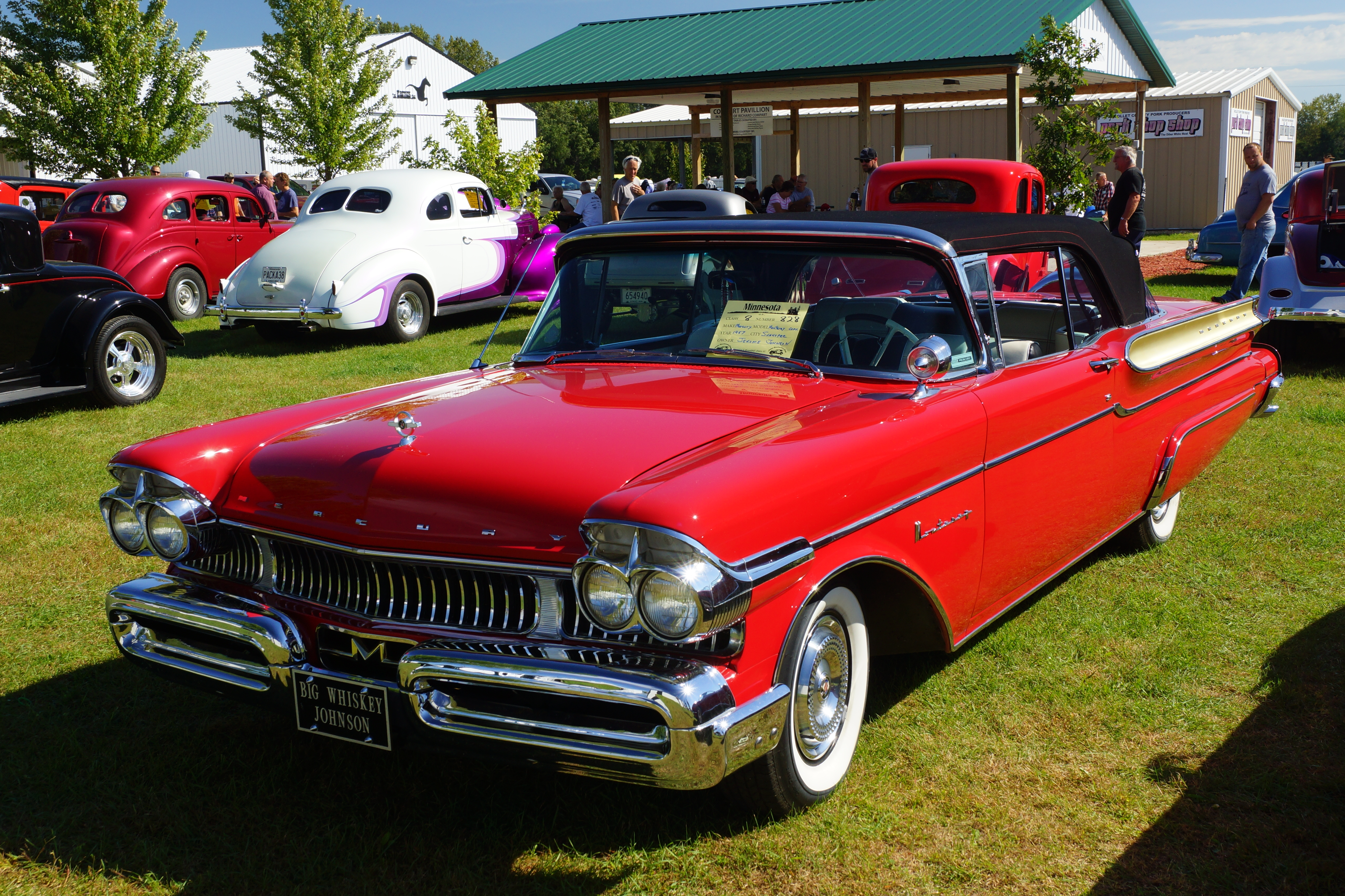
Mercury Monterey III Cabriolet

Mercury Monterey III został zaprezentowany po raz pierwszy w 1956 roku.
Trzecia generacja Mercury Monterey w stosunku do poprzednika stała się znacznie większym samochodem, zyskując na wymiarach zewnętrznych. Samochód stał się dłuższy, zyskując awangardowo zarysowany, strzelistych kształtów tył.
Z przodu znalazły się duże, wyraźnie zarysowane klosze reflektorów, za to panele boczne zdobiły wielokształtne, kolorowe akcenty podobne do pokrewnego modelu Turnpike Cruiser. Dwukolorowe malowanie karoserii było rozwiązaniem opcjonalnym, nie licząc przetłoczenia biegnącego od tylnych drzwi do krawędzi tylnego błotnika.

### Silniki
- V8 5.1l Y-block
- V8 6.0l Y-block
- V8 6.3l MEL
- V8 7.0l MEL

## Czwarta generacja

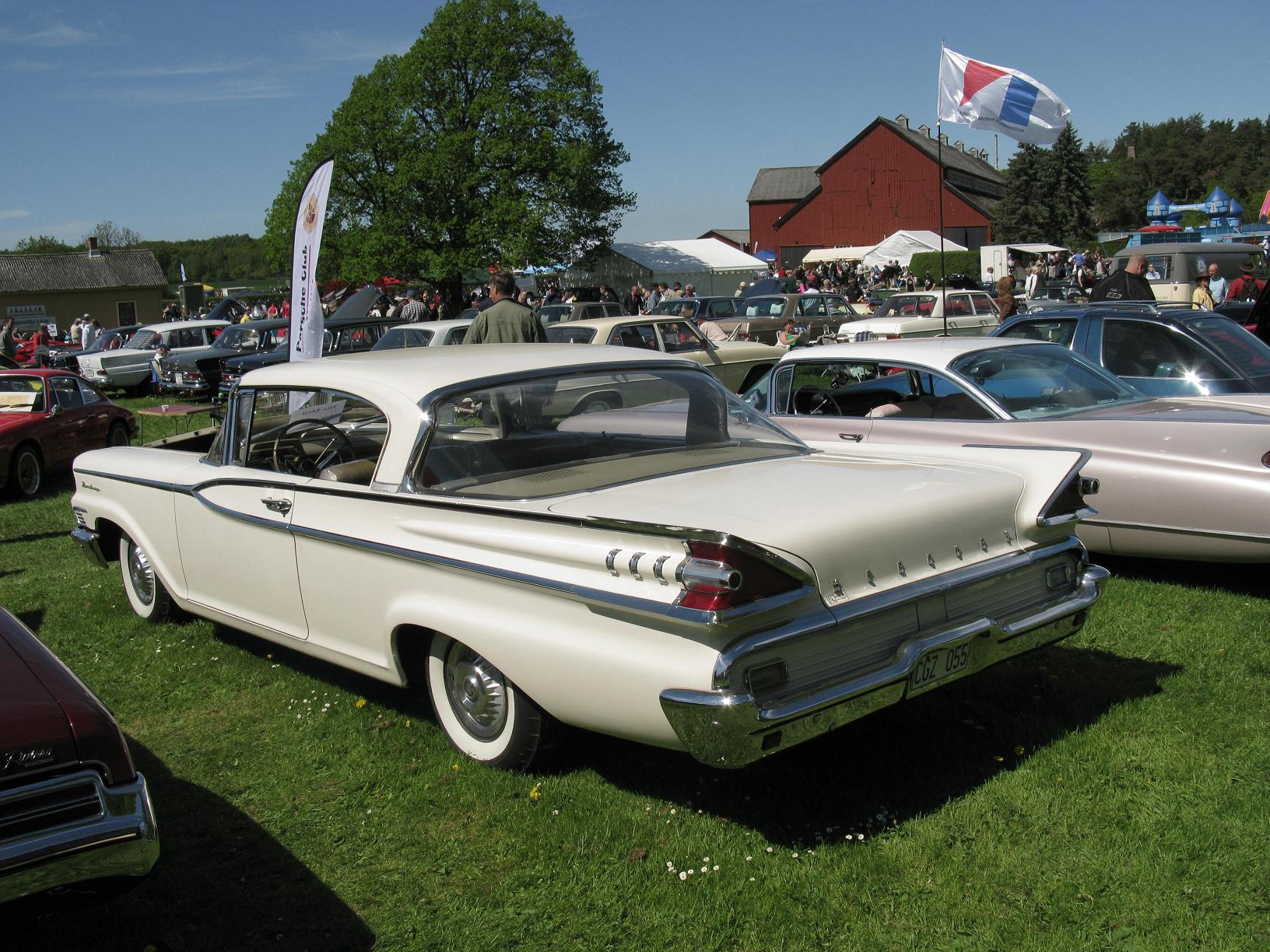
Mercury Monterey IV – tył

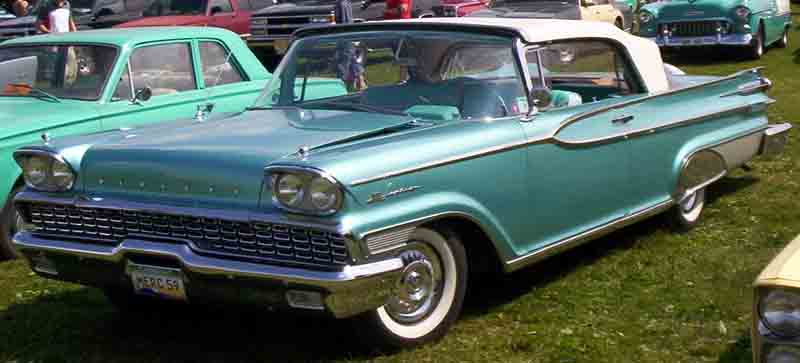
Mercury Monterey IV Cabriolet

Mercury Monterey IV został zaprezentowany po raz pierwszy w 1958 roku.
Czwarta generacja Monterey przeszła ewolucyjny zakres modyfikacji w stosunku do poprzednika, zyskując bardziej obłą, ale i równie masywną sylwetkę. W pierwszych latach produkcji wygląd karoserii zdobiły bogato zdobione akcenty, które z kolejnymi latami produkcji zdobiły coraz bardziej stonowane przetłoczenia i ozdobniki.
Charakterystyczną cechą stylistyki była podłużna tylna część nadwozia, którą ukształtowano w łagodniejszej formie – błotniki były mniej strzeliste i nie posiadały już tak rozłożystej formy, jak w przypadku poprzednika.

### Silniki
- V8 5.1l Y-block
- V8 6.3l MEL
- V8 7.0l MEL

## Piąta generacja

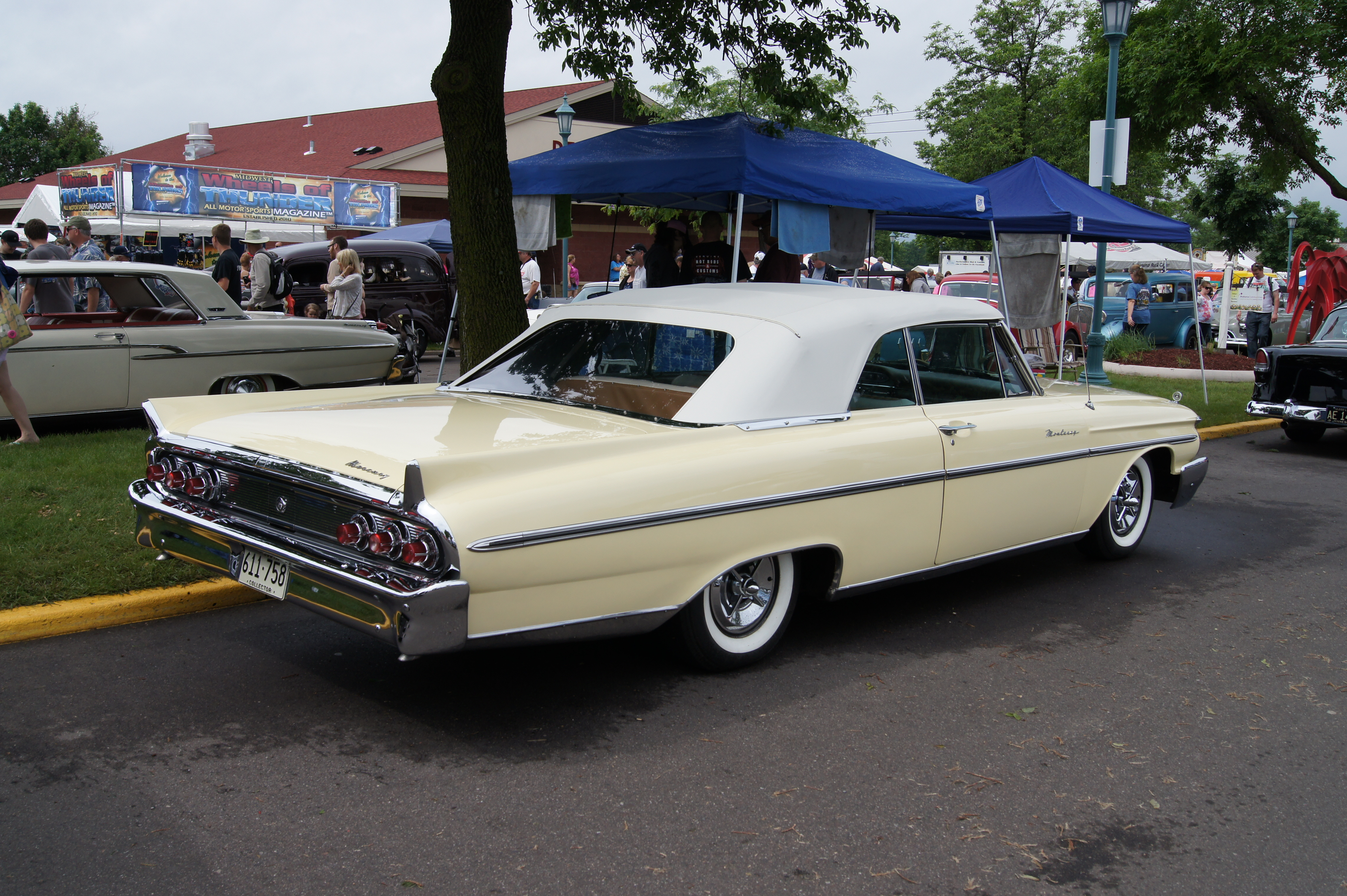
Mercury Monterey V – tył

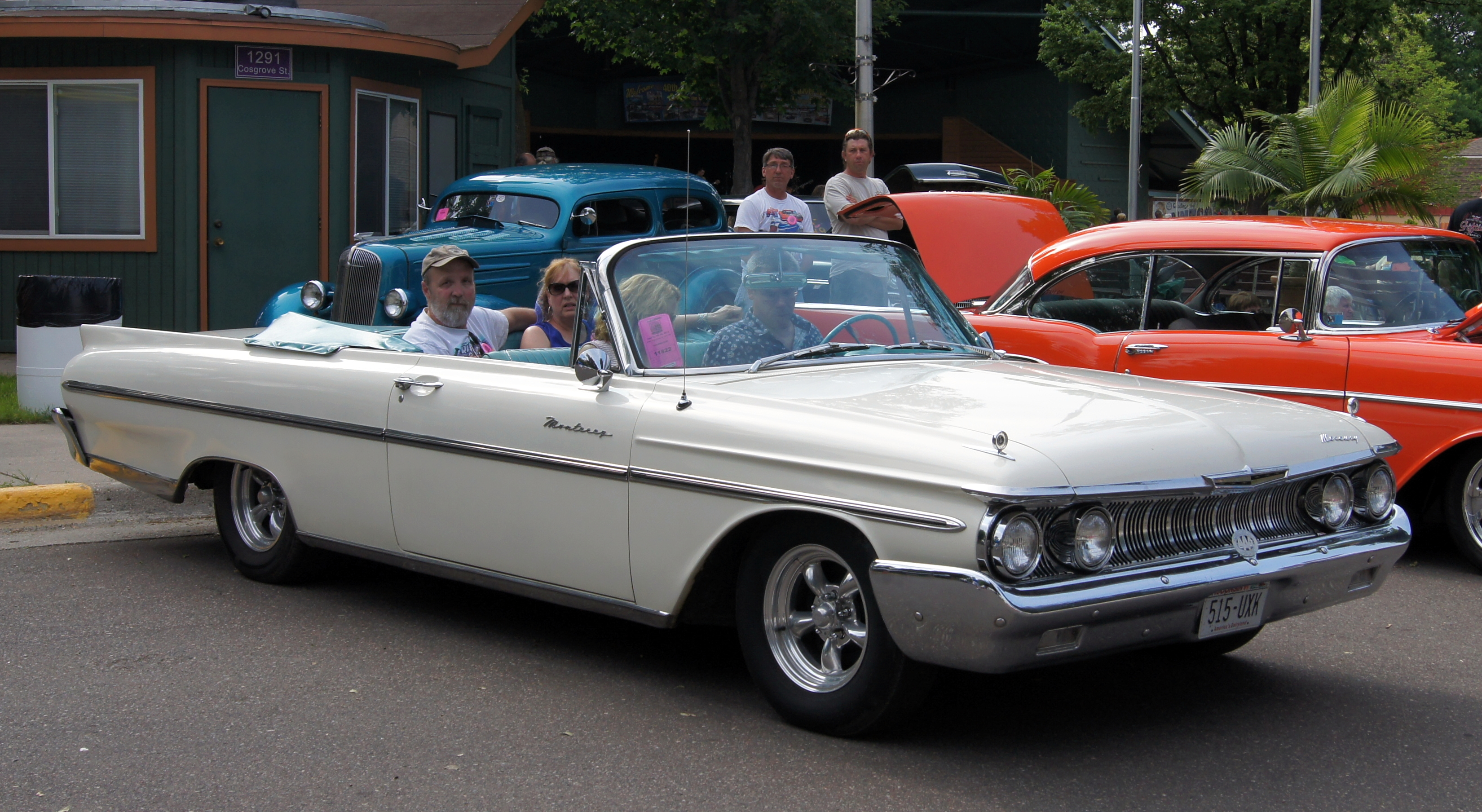
Mercury Monterey V Cabriolet

Mercury Monterey V został zaprezentowany po raz pierwszy w 1960 roku.
Piąta generacja Mercury kontynuowała ewolucyjny zakres zmian w stosunku do poprzednika, przechodząc modyfikacje głównie pod kątem wizualnym. Przód zyskał łagodniej zarysowane kształty, z większymi, podwójnymi reflektorami w okrągłym kształcie, a także większą, chromowaną atrapę chłodnicy.
Podobny motyw zachowano także z tylnej części nadwozia, gdzie zamontowano podwójne lampy oraz duży, chromowany pas zdobiący całą szerokość tej części nadwozia.

### Silniki
- L6 3.7l Mileage Maker
- V8 4.8l Y-block
- V8 5.8l FE
- V8 6.4l FE
- V8 6.7l FE

## Szósta generacja

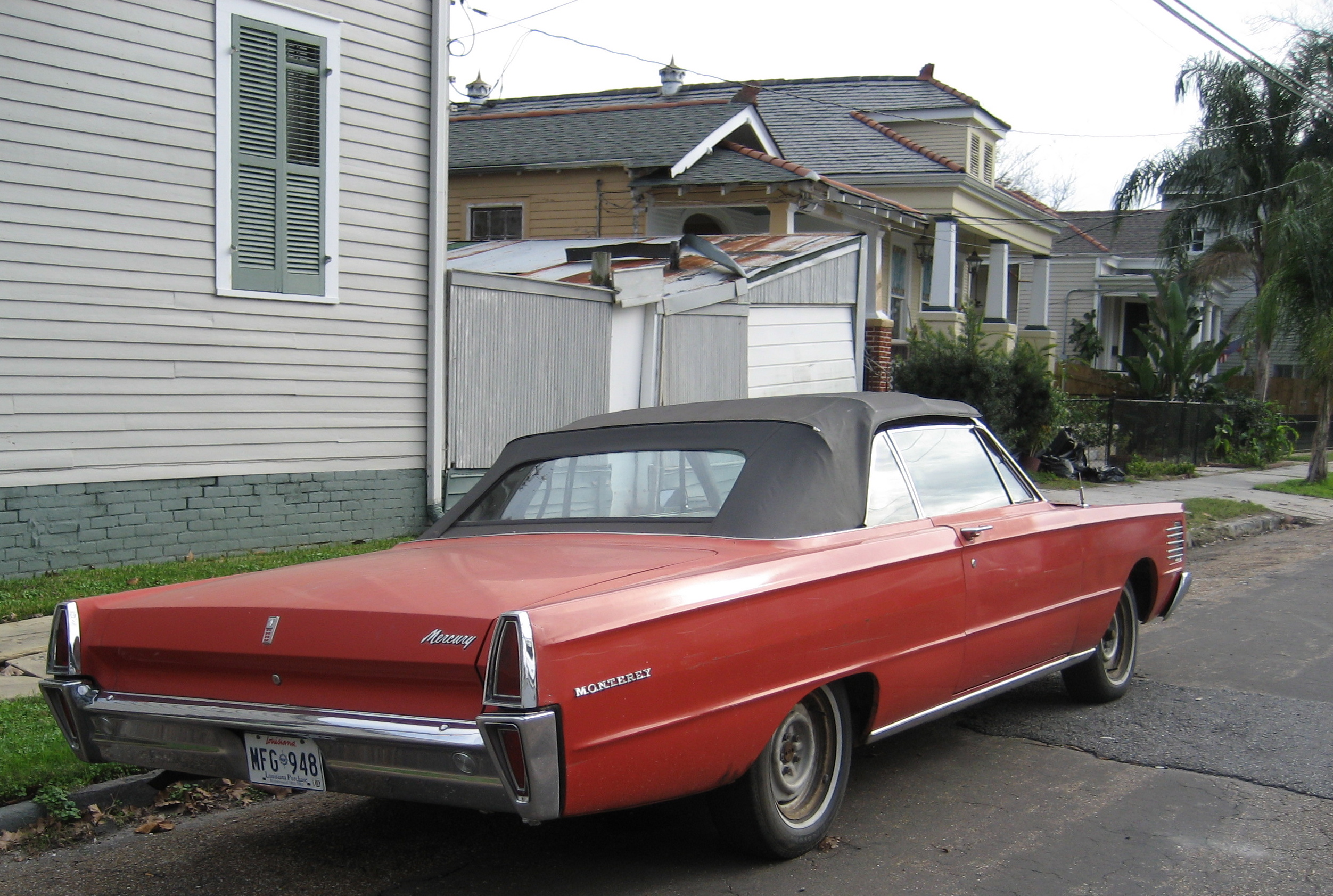
Mercury Monterey VI – tył

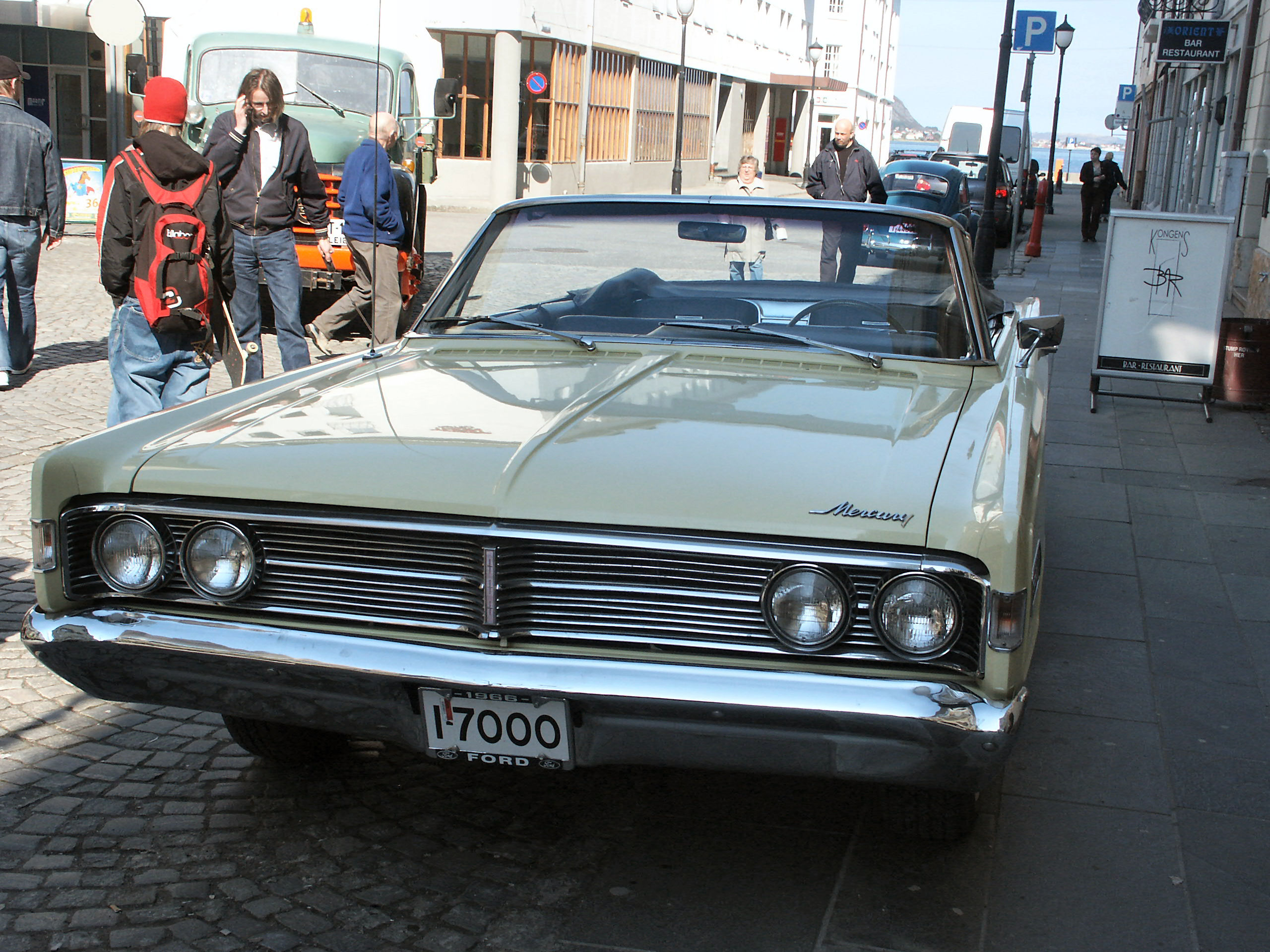
Mercury Monterey VI Cabriolet

Mercury Monterey VI został zaprezentowany po raz pierwszy w 1964 roku.
Podczas prac konstrukcyjnych nad szóstą generacją Monterey, Mercury obszernie odświeżyło formułę tego modelu nie tylko pod kątem stylistycznym, ale i technicznym. Samochód został opracowany na nowej platformie koncernu Ford, zyskując znacznie bardziej kanciastą sylwetkę nadwozia.
Monterey VI inaczej od poprzedników zyskał mniejszą liczbę chromowanych ozdobników na rzecz drobniejszych, pojedynczych ozdobników. Pas przedni zdobiła odtąd prostokątna, chromowana atrapa chłodnicy i podobnie jak dotychczas podwójne okrągłe reflektory.

### Silniki
- V8 6.4l FE
- V8 6.7l FE
- V8 7.0l FE

## Siódma generacja

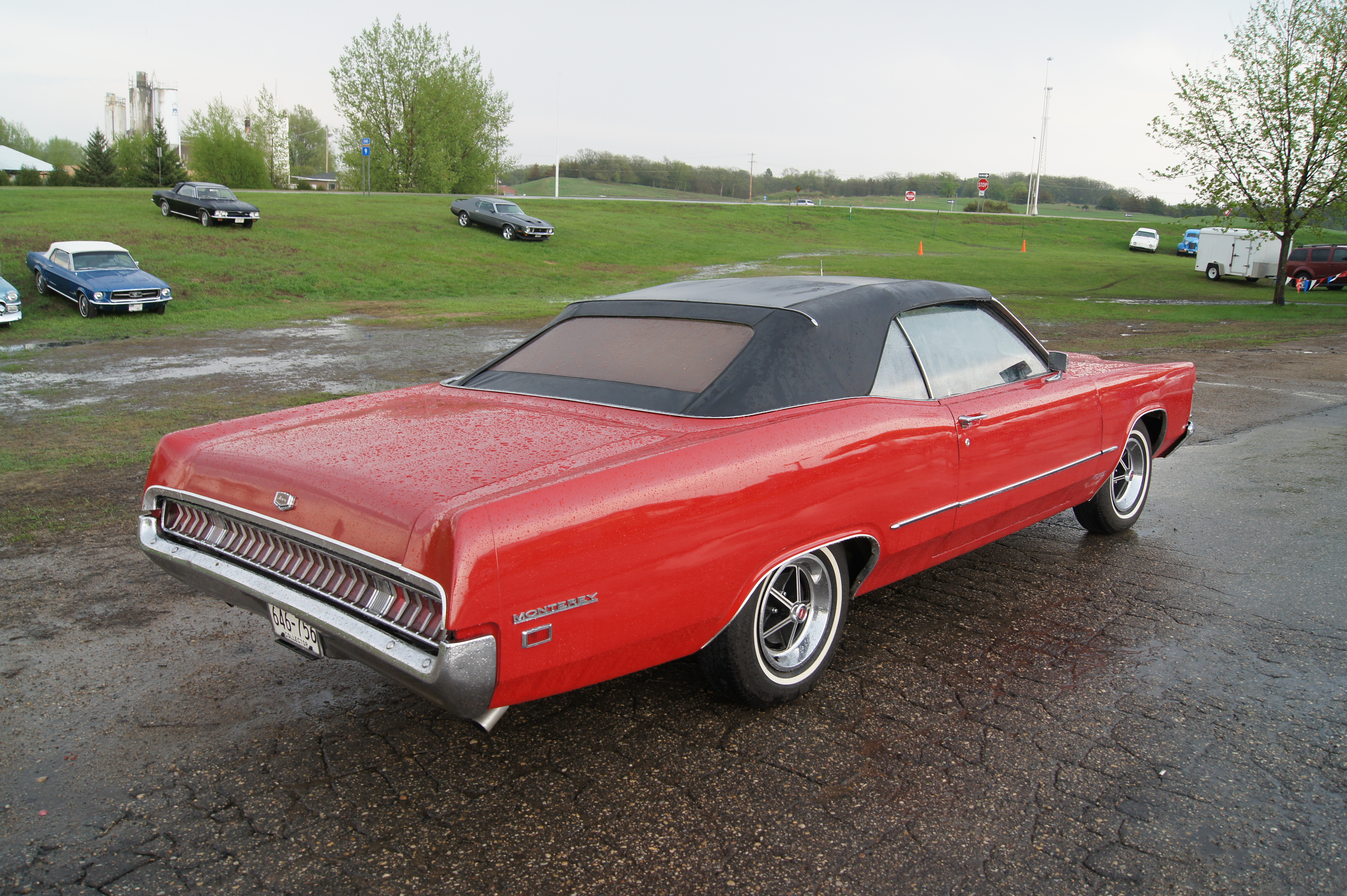
Mercury Monterey VII – tył

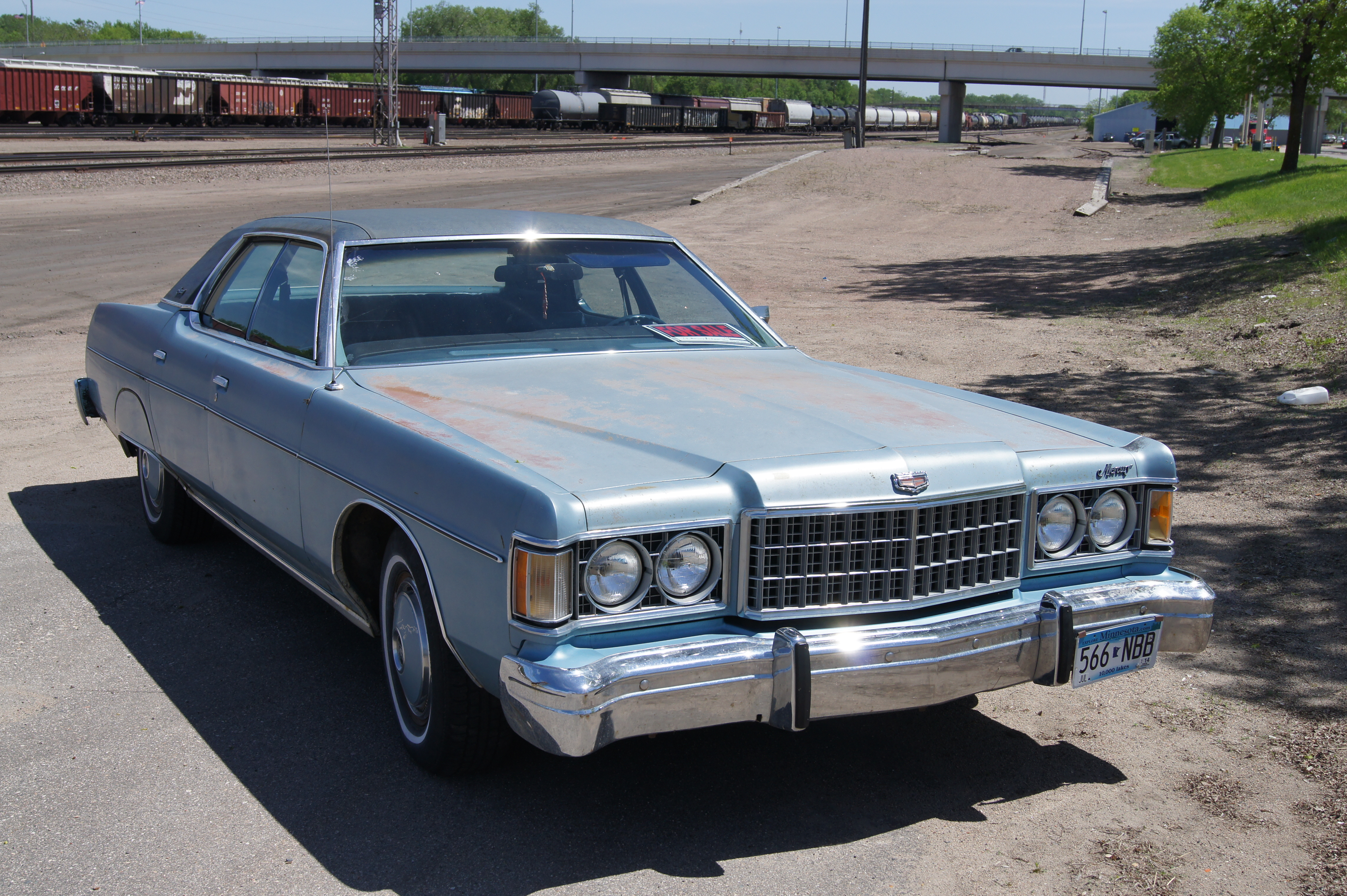
Mercury Monterey VII po liftingu

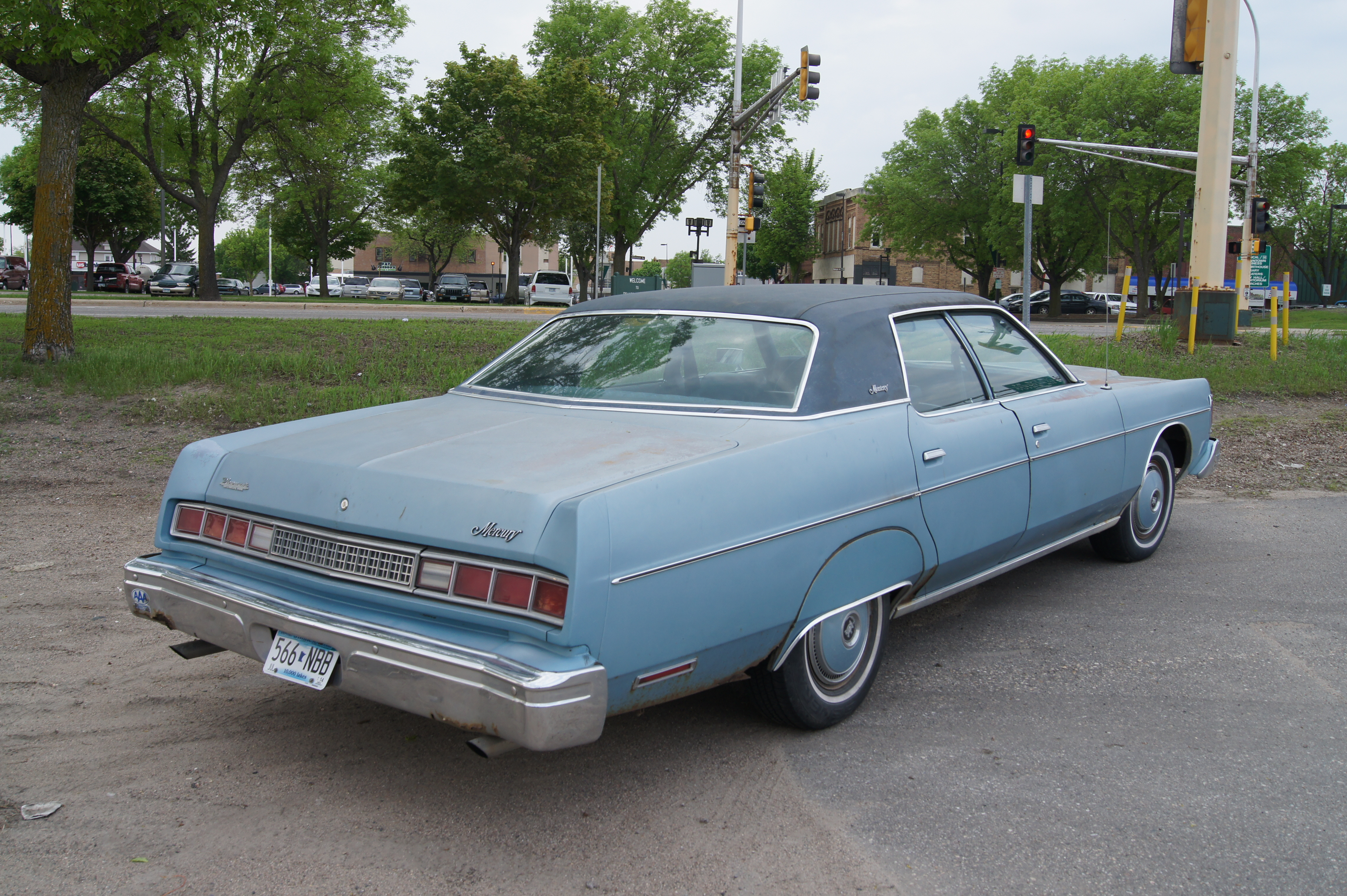
Mercury Monterey VII – tył po liftingu

Mercury Monterey VII został zaprezentowany po raz pierwszy w 1968 roku.
Siódma i ostatnia generacja Mercury Monterey powstała na bazie zupełnie nowej platformy koncernu Ford jako bliźniacza wersja modelu Ford LTD. W ten sposób, cechą charakterystyczną stały się duże, kanciaste błotniki z cofniętym pasem przednim, który zdobiła szpiczasta atrapa chłodnicy i podwójne reflektory. Tylną część nadwozia zdobił z kolei podłużny pas lamp biegnący przez całą szerokość karoserii.

### Lifting
W 1972 roku Mercury Monterey siódmej generacji przeszedł obszerną restylizację nadwozia, w ramach której zmienił się wygląd pasa przedniego, jak i tylnej części nadwozia. Pojawiła się prostokątna obudowa reflektorów, a także ścięty pod innym kątem tył nadwozia.

### Koniec produkcji i następca
W 1974 roku Mercury zdecydowało się zakończyć produkcję linii modelowej Monterey na rzecz następcy, którym stała się trzecia generacja oferowanej dotąd równolegle limuzyny Marquis.

### Silniki
- V8 6.4l FE
- V8 6.6l FE
- V8 7.0l FE
- V8 7.5l FE